# 本多忠政
本多 忠政（ほんだ ただまさ）は、安土桃山時代から江戸時代前期にかけての武将、大名。伊勢国桑名藩の第2代藩主。後に播磨国姫路藩の初代藩主。忠勝系本多家宗家2代。正室は家康の孫・熊姫である。

## 生涯
天正3年（1575年）、徳川家康の重臣・本多忠勝（後に桑名藩の初代藩主）の長男（第3子）として生まれる。
天正18年（1590年）の小田原征伐に初陣し、武蔵岩槻城攻めで功を立てた。慶長3年（1598年）3月、従五位下に叙せられて美濃守と称した。
慶長5年（1600年）の関ヶ原の戦いでは徳川秀忠軍に属して中山道を進み、第2次上田合戦にも従軍。慶長14年（1609年）6月に父が隠居したため、家督を相続して桑名藩の第2代藩主となる。
大坂の陣では伊勢国の諸大名を率いて参加し、冬の陣では慶長19年（1614年）10月11日に徳川軍の先鋒を命じられた。忠政は大坂城包囲においては北側の天神橋方面に陣取っていた。冬の陣が終わって家康が帰途についた際、桑名で1泊している。冬の陣の休戦和議締結で大坂城の堀を埋め立てた際、埋め立て奉行を松平忠明たちと担当している。
慶長20年（1615年）の夏の陣では京都御所の警備を勤め、その後に大和路勢二番手大将として5月7日に豊臣方の薄田兼相や毛利勝永らと戦った。薄田軍との合戦には勝利したが、毛利軍との戦いには敗れている。この合戦で忠政は292の敵首をとった。翌日の天王寺・岡山の戦いにも参加した。
戦後には、それらの功績を賞されて西国の押さえとして、元和3年（1617年）7月14日に姫路城主となって15万石を領した。寛永3年（1626年）8月に従四位下に叙せられ侍従に任官した。
寛永8年（1631年）8月10日に姫路で死去した。享年57。嫡男・忠刻が寛永3年（1626年）に早世していたため、家督は次男・政朝が継いだ。

## 系譜
子女は3男2女
父母
- 本多忠勝（父）
- 於久の方、見星院（母） - 阿知和玄鉄の娘

正室
- 妙高院、熊姫 - 松平信康の次女

子女
- 国姫、栄寿院（長女） 生母は妙高院 - 徳川家康の養女、堀忠俊正室、後に有馬直純正室
- 本多忠刻（長男） 生母は妙高院
- 亀姫、円照院（次女） 生母は妙高院 - 徳川家康の養女、小笠原忠脩正室、後に小笠原忠真正室
- 本多政朝（次男） 生母は妙高院
- 本多忠義（三男） 生母は妙高院

養子
- 本多利友 - 旗本野条成宣の子。忠政の烏帽子子となって本多氏を称した。旗本本多八十郎家の祖。

## 墓所・霊廟
- 兵庫県姫路市の圓教寺に本多家廟屋があり、忠政の廟所は寛永8年（1631年）に建立された[5]。